# Antonio López de Neira
Álvaro Diz Santodomingo , nacido en Sober, Provincia de Lugo, en 1827 y fallecido en Vigo el 6 de febrero de 1919, fue un empresario y político gallego.

## Trayectoria
Llegó a Vigo como empleado de comercio, y consiguió convertirse en uno de sus principales comerciantes industriales. Participó en varias iniciativas, destacando la fábrica de papel con Antonio Sanjurjo Badía y fábricas de chocolate, también en el negocio del transporte marítimo, en el que fue representante de la Compañía Trasatlántica, que había absorbido su propia pequeña compañía. Además fue consejero del Banco de España en Vigo.
En 1874 ya era concejal en el ayuntamiento de Vigo. Fue diputado provincial por Vigo en 1877 y 1878 y por Redondela-Puentecaldelas en 1882-1890, 1896 y 1905-1911. En 1897 fue elegido alcalde de Vigo. Entre 1905 y 1909 fue presidente de la Diputación Provincial de Pontevedra.
| Predecesor: Marcelino Astray de Caneda | Alcalde de Vigo 1897-1901 | Sucesor: Prudencio Nandín Vicente |